# Robert D. Wiegand

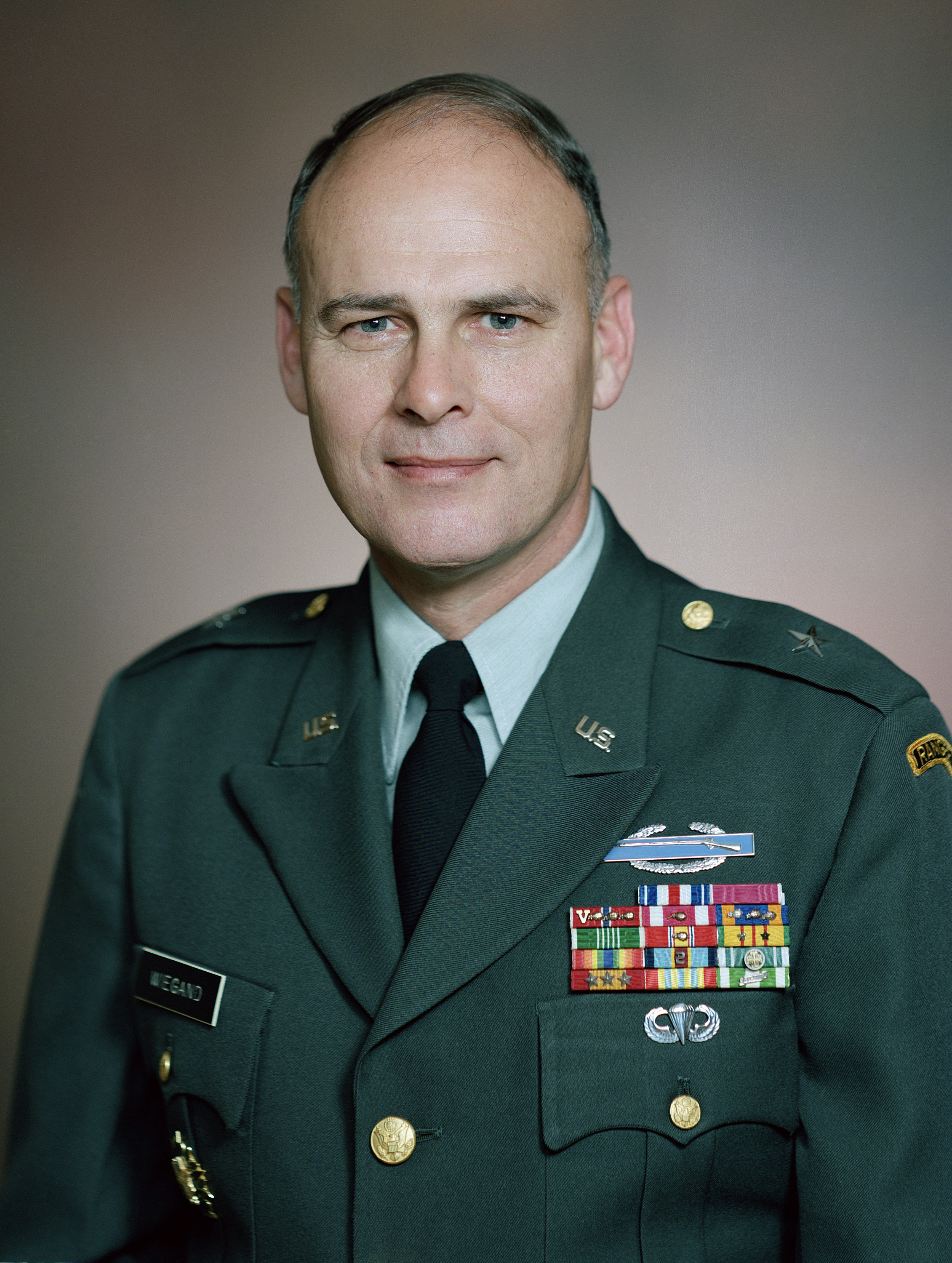
Robert D. Wiegand 1983 als Brigadegeneral

Robert Dudley Wiegand (* 29. Februar 1932 in Washington, D.C.; † 23. Juni 1996) war ein Generalmajor der United States Army. Er war unter anderem Kommandeur der Vorgängerorganisation der United States Army John F. Kennedy Special Warfare Center and School.

## Leben
In den Jahren 1951 bis 1955 durchlief Robert Wiegand die United States Military Academy in West Point. Nach seiner Graduation wurde er als Leutnant der Infanterie zugeteilt. In der Armee durchlief er anschließend alle Offiziersränge vom Leutnant bis zum Zwei-Sterne-General.
In seinen jüngeren Jahren absolvierte er den für Offiziere in den niederen Rangstufen üblichen Dienst in verschiedenen Einheiten und Standorten. Dazu gehörten auch Aufgaben als Stabsoffizier in verschiedenen Hauptquartieren. In den Jahren 1969 und 1970 war er im Vietnamkrieg eingesetzt, wo er ein Bataillon des 12. Infanterieregiments kommandierte. Nach zwischenzeitlich anderen Verwendungen war Wiegand in den Jahren 1979 bis 1981 Militärattaché an der amerikanischen Botschaft in Brasilien.
Von 1983 bis 1985 leitete er das United States Army John F. Kennedy Special Warfare Center (SWC), die Vorgängerorganisation der United States Army John F. Kennedy Special Warfare Center and School. Dabei handelte es sich auch damals schon um ein Ausbildungszentrum für Sondereinheiten des US-Heeres (Special Forces).
Nach dem Ende dieser Berufung leitete er in den Jahren 1985 bis 1987 die amerikanisch-ägyptische Militärkommission (Chief, Officer of Military Cooperation, Egypt). Daran schloss sich eine Versetzung zum United States Army Forces Command (FORSCOM) an. Dort war er bis zu seiner Pensionierung im Jahr 1990 dessen Stabschef.
Der mit Marianne Ruth Mudgett (1936–2019) verheiratete Offizier starb am 23. Juni 1996 und wurde auf dem amerikanischen Nationalfriedhof Arlington beigesetzt.

## Orden und Auszeichnungen
Robert Wiegand erhielt im Lauf seiner militärischen Laufbahn unter anderem folgende Auszeichnungen:
- Army Distinguished Service Medal
- Defense Superior Service Medal
- Silver Star
- Legion of Merit
- Bronze Star Medal